# Ivan Aleksandrovič Chudjakov
Ivan Aleksandrovič Chudjakov, in russo Иван Александрович Худяков? (Kurgan, 13 gennaio 1842 – Irkutsk, 1º ottobre 1876), è stato un etnografo e rivoluzionario russo.

## Biografia

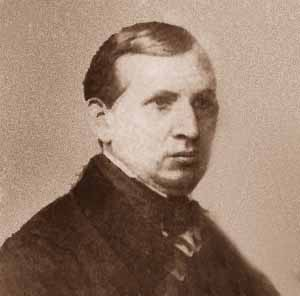
Fёdor Buslaev

Figlio di un funzionario scolastico, nel 1858 s'iscrisse alla facoltà di storia e filologia dell'Università di Kazan'. Era quello un periodo in cui tra gli studenti, racconta Chudjakov, si diffondevano «idee atee e repubblicane». Opuscoli di Herzen e di altri autori proibiti giravano e venivano ricopiati, egli stesso diresse nell'Università una biblioteca clandestina e divenne presto «ateo e, politicamente, sostenitore d'una costituzione». Nel 1859 passò all'Università di Mosca, per seguire le lezioni del professor Buslaev, un'autorità nel campo delle tradizioni e dell'arte popolare, ma fu espulso dall'Università per aver partecipato a un'agitazione contro un professore inviso agli studenti ed essere stato tra gli organizzatori di una manifestazione svoltasi il 4 ottobre 1861 davanti alla tomba dello storico progressista Granovskij.
La grande passione per l'etnografia portò Chudjakov a impegnare ogni sua risorsa per approfondire i suoi studi e pubblicare le sue ricerche. Nel 1860 era già uscito il suo primo libro, Raccolta di canzoni popolari storiche dei grandi-russi, dove sosteneva la teoria di Burdaev secondo la quale i racconti popolari erano trasposizioni fantastiche dei fenomeni naturali. Nelle sue ricerche non vi era soltanto un interesse scientifico, ma anche la volontà di «imparare dal popolo», di trasmettere quanto esso aveva elaborato e insieme di insegnargli il significato delle tradizioni di cui era portatore.
Era l'atteggiamento tipico dei populisti e infatti nel suo Libretto russo (Russkaja knižka), del 1863, Chudjakov aggiungeva a una raccolta di racconti, poesie, favole e proverbi popolari, anche scritti di Nekrasov, Pisemskij e Uspenskij, come già aveva fatto Serno-Solov'evič nella sua Raccolta di racconti in prosa e in versi. Trasferitosi a San Pietroburgo nel 1862, entrò in contatto con elementi di Zemlja i Volja e con la rivista progressista «Sovremennik», divenendo amico del redattore Eliseev. Nel 1863, la polizia politica, che da qualche tempo s'interessava a lui, gli perquisì la casa, senza trovare per altro niente di compromettente.

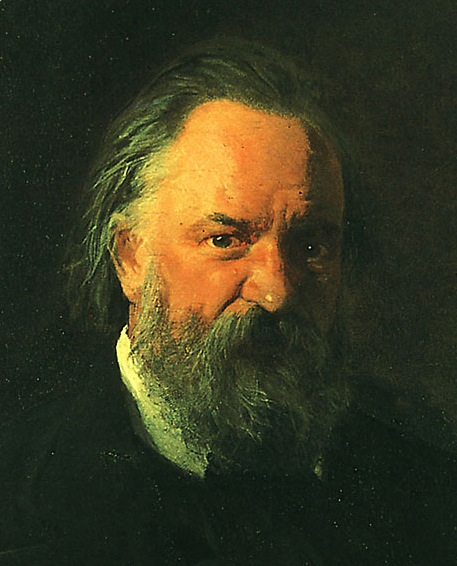
Aleksandr Herzen

Ebbe presto anche difficoltà a far pubblicare i suoi libri. Di una raccolta di leggende popolari sul peccato originale, preventivamente sottoposte al giudizio dell'archimandrita Sergej, questi vietò la pubblicazione per il loro «materialismo», e fu negata la stampa della nuova rivista, Il mondo delle fiabe, che Chudjakov aveva progettato. Nello stesso tempo prendeva le distanze dall'interpretazione naturalistica dei miti fatta da Buslaev. Nell'articolo Racconti storici popolari Chudjakov giudicava necessario interpretare le leggende popolari soprattutto come un riflesso di avvenimenti storici.
Nel 1865 pubblicò L'autodidatta (Samoučitel'), dedicato a coloro che stavano imparando a leggere e scrivere, allo scopo, scriveva, di «trasformare la concezione del mondo del lettore». Il libretto, che affrontava con spirito illuminista una serie di argomenti scientifici, storici e sociali, combattendo la superstizione ed esaltando la democrazia, venne sequestrato pochi mesi dopo la sua comparsa. Ebbe comunque il tempo di essere letto ed Herzen lo adottò come testo per la piccola figlia Liza.
Intanto aveva raccolto intorno a sé una cerchia di avversari dell'autocrazia che intorno al 1864 si legò al gruppo rivoluzionario moscovita dell'Organizzazione di Nikolaj Išutin. Quest'ultimo incaricò Chudjakov di andare a prendere contatto in Svizzera, nell'estate del 1865, con la numerosa colonia di emigrati russi. La relazione che egli fece al ritorno in Russia fu molto negativa. Fu particolarmente scandalizzato dal comportamento di Herzen, che vide «vivere come un signore e non applicare alla propria vita quei pensieri di cui parlava tanto. Tutte quelle sue frasi sul sacrificio e sul servizio per il bene pubblico restavano in lui pure e semplici parole».
in Svizzera fece stampare il suo volumetto Per i veri cristiani, opera di sant'Ignazio (Slovo sv. Ignatija dlja istinnych christian). Si tratta di una raccolte di massime bibliche, appositamente scelte per il loro contenuto politico e sociale con riferimento all'attualità russa, del genere «ogni popolo che non elegge i suoi funzionari e non chiede conto del loro operato è schiavo dei suoi superiori», i re «devono essere scelti dal popolo e limitati nel loro potere», o «il Signore, dando al suo popolo la terra di Palestina, ordinò di utilizzarla collettivamente, dividendola tra loro in parti uguali».
Chudjakov era tra i pochi dei membri dell'Organizzazione di Išutin a dare rilievo agli obiettivi politici - la costituzione, i diritti democratici - della lotta rivoluzionaria, ai quali invece i populisti guardavano con diffidenza, temendo gli effetti sociali dello sviluppo capitalistico che avrebbe seguito la conquista delle libertà civili, quali la proletarizzazione dei contadini e la miseria operaia nelle periferie urbane. Il loro obiettivo rimaneva il passaggio diretto al socialismo, evitando l'«occidentalizzazione» della Russia.

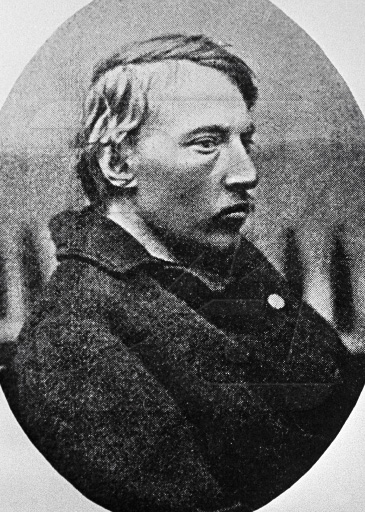
Dmitrij Karakozov

Un altro compito dell'Organizzazione consisteva nella liberazione dei detenuti politici. A questo scopo Chudjakov fornì passaporti falsi al compagno Nikolaj Stranden, incaricato di stabilirsi a Nerčinsk per studiare la possibilità di far fuggire Černyševskij, e inviò da Pietroburgo a Mosca Nikol'skij per organizzare la liberazione di Serno-Solov'evič. Tutti piani falliti, a eccezione della liberazione dal carcere di Mosca dell'ufficiale polacco Dombrowski, il futuro comandante delle forze militari della Comune di Parigi.
Sembra che quando Karakozov, altro affiliato all'Organizzazione, prese la decisione di attentare alla vita di Alessandro II, Chudjakov abbia cercato di dissuaderlo, salvo appoggiarlo solo quando si rese conto che Karakozov era irremovibile. Sperò poi che, attribuendo la responsabilità dell'attentato ai nobili contrari alle riforme, il popolo insorgesse contro di loro. Fallito l'attentato, Chudjakov fu arrestato il 7 aprile 1866. In carcere scrisse un memoriale che fece pervenire allo zar, al quale chiedeva di accordare la libertà alla Russia: è l'ultimo scritto che un rivoluzionario abbia più indirizzato a uno zar.
Il processo, tenuto dal 14 luglio a porte chiuse, si concluse con la condanna alla deportazione in Siberia. Il 22 febbraio 1867 Chudjakov era a Verchojansk, villaggio allora abitato in tutto da 164 jakuti, da un gendarme, da un pope e da un infermiere russo. Qui ebbe il tempo e la forza di dedicarsi ancora alle sue ricerche etnografiche. Il manoscritto andò in parte perduto e il resto fu pubblicato postumo nel 1890. Chudjakov, che da tempo dava segni di squilibrio mentale, era stato ricoverato alla fine del luglio 1875 nel manicomio di Irkutsk, dove morì il 1º ottobre 1876.